# Félix Bungener
Pour les articles homonymes, voir Bungener.
Laurent Louis Félix Bungener (29 septembre 1814, Marseille - 14 juin 1874, Genève) est un théologien suisse.

## Biographie
Il naît à Marseille d'un père d'origine allemande (né à Heddesdorf, principauté de Neuwied), établi comme tailleur à Marseille avant la Révolution et de mère vaudoise. Sa rencontre avec le pasteur de Marseille Jean-François Sautter le dirige vers la théologie. Il étudie alors à Genève et Strasbourg.
Consacré en 1839, il prêche en France pour la Société évangélique. 
Il est régent au collège de Genève de 1843 à 1848, puis professeur à l'école supérieure des jeunes filles de 1849 à 1857. 
Bungener est entre autres rédacteur au Fédéral de 1839 à 1843 et à La Semaine religieuse.
Il était un polémiste et conférencier remarqué.
Il épouse d'abord en 1840 Suzanne Buenzod, dont la famille est possesionnée à Mies, Vaud, puis en 1855 Marie-Wilhelmine Sillem, de Hambourg, fille de Wilhelm Sillem, banquier à Hambourg et Mexico, puis promoteur immobilier à Genève et de Louise-Angletine de Senarclens de Grancy, de la famille féodale suisse de ce nom. Ils seront les parents, entre autres, de Lucien Bungener (1858-1937), fondateur de la banque Odier-Bungener (devenue Odier-Bungener-Courvoisier (OBC)) et cofondateur avec la famille Kreiss des Brasseries de la Meuse.

## Publications
- Deux soirées à l'hôtel de Rambouillet
- La peine de mort est-elle en opposition avec le christianisme ? (1838)
- Essai sur la poésie moderne (1840)
- Histoire du Concile de Trente (1854)
- Trois sermons sous Louis XV (1861)
- Calvin ... Cinq discours prêchés à Genève le 29 mai 1864 (1864)
- La compagnie des Pasteurs de l'Église de Genève aux membres de cette Église et à tous les chrétiens évangéliques (1868)
- Pape et Concile au XIXe siècle (1870)